# Blechnum dentatum
Blechnum dentatum är en kambräkenväxtart som först beskrevs av Oskar Kuhn, och fick sitt nu gällande namn av Friedrich Ludwig Diels. Blechnum dentatum ingår i släktet Blechnum och familjen Blechnaceae. Inga underarter finns listade.